# Crusnes (rivière)
Pour l’article homonyme, voir Crusnes.
La Crusnes est une rivière française, affluent de la Chiers qui fait donc partie du bassin versant de la Meuse. Elle coule en région Grand Est dans les départements de la Meuse et de Meurthe-et-Moselle.

## Géographie
La rivière prend sa source sur le territoire de la commune de Crusnes en Meurthe-et-Moselle et se dirige globalement vers l'ouest. Elle rejoint la Chiers à Longuyon.
Sa longueur est de 32,2 km.

## Hydronymie
Le nom de la rivière est attesté sous les formes Cruna fluviolus (636) ; Cruna rivus (XIIe siècle) ; Cronne (1270) ; Rivus Crusna (1341) ; Crune (1756).

## Communes traversées
La Crusnes traverse ou longe d'amont en aval les communes suivantes :
- département de Meurthe-et-Moselle : Crusnes, Errouville, Serrouville, Fillières, Joppécourt, Mercy-le-Bas, Ville-au-Montois, Bazailles, Boismont, Pierrepont, Beuveille ;

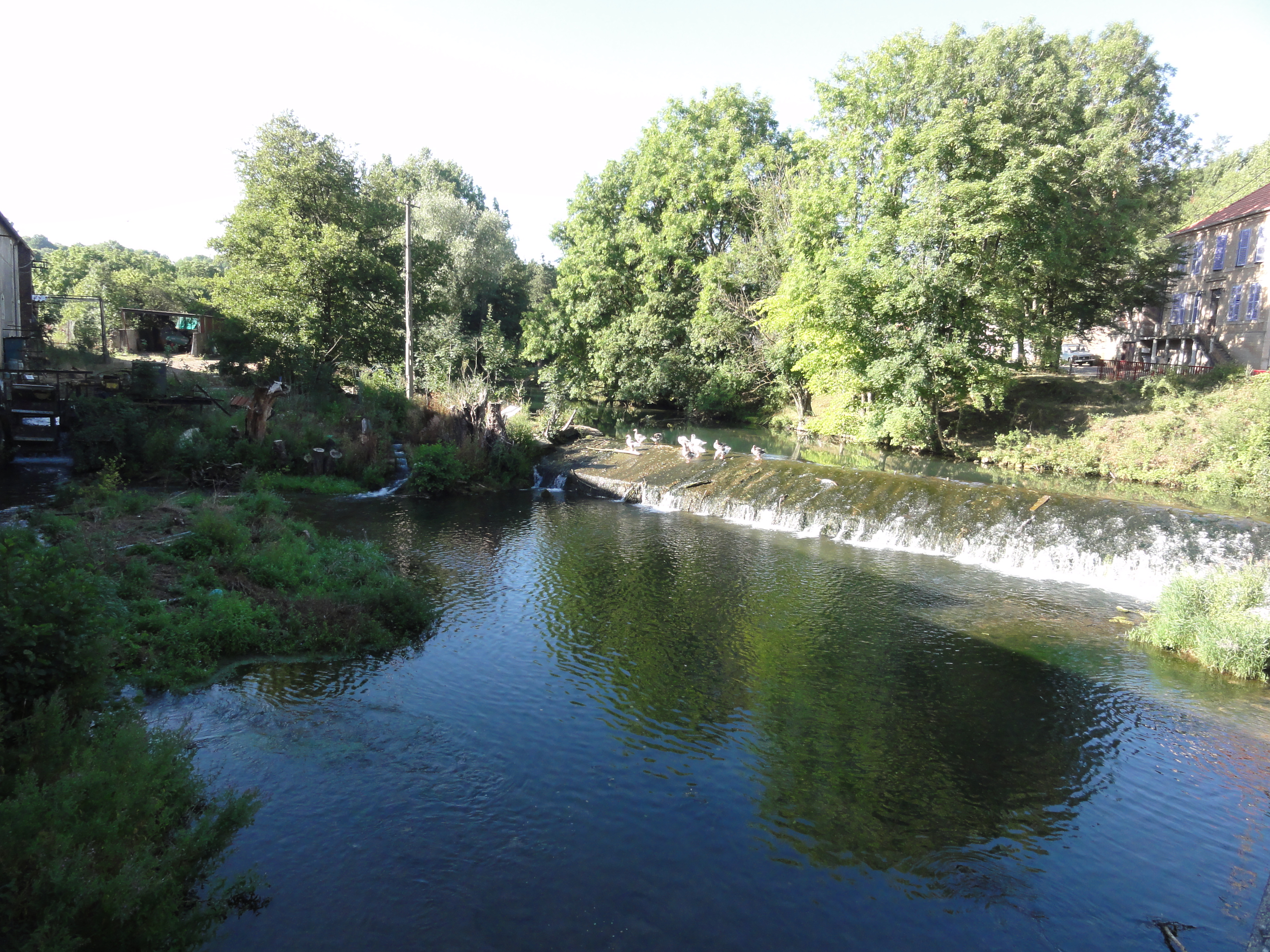
La Crusnes à Pierrepont.

- département de la Meuse : Arrancy-sur-Crusnes ;

- département de Meurthe-et-Moselle : Longuyon.

## Affluent
- La Pienne

## Hydrologie
La Crusnes est une rivière abondante, à l'instar de ses voisines de la région de l'ouest de la Lorraine. Son débit a été observé sur une période de 38 ans (1967-2008), à Pierrepont, petite localité du département de Meurthe-et-Moselle située peu avant son confluent avec la Chiers à Longuyon. Le bassin versant de la rivière à cet endroit est de 206 km2 (soit un peu plus de 75 % de la totalité de celui-ci qui en compte 265,6).
Le module de la rivière à Pierrepont est de 2,24 m3/s.
La Crusnes présente des fluctuations saisonnières de débit assez marquées, comme souvent dans l'est de la France, avec des hautes eaux d'hiver-printemps portant le débit mensuel moyen à un niveau situé entre 3,00 et 4,31 m3/s, de décembre à avril inclus (avec un maximum en février), et des basses eaux d'été, de juin à octobre, avec une baisse du débit moyen mensuel jusqu'à 0,79 m3/s au mois de septembre.
Aux étiages, le VCN3 peut chuter jusque 0,37 m3/s, ce qui reste acceptable comparé aux débits d'étiage de ses voisines lorraines.
Les crues peuvent être relativement importantes. Le QIX 10 est de 31 m3/s, le QIX 20 de 36 m3/s et le QIX 50 de 43 m3/s. Les QIX 2 et QIX 5 valent quant à eux respectivement 18 et 26 m3/s. Ces QIX sont relativement supérieurs aux QIX de la Chiers, ce qui implique que la Crusnes présente de plus grandes irrégularités que cette dernière.
Le débit instantané maximal enregistré a été de 39,7 m3/s le 21 décembre 1993, tandis que la valeur journalière maximale était de 34,1 m3/s le même jour. En comparant ces valeurs avec celles des différents QIX, il résulte que ces crues étaient d'ordre un peu plus élevé que vicennal et donc pas très exceptionnelles.
La Crusnes est bien alimentée par les précipitations suffisantes de son bassin. La lame d'eau écoulée dans son bassin versant est de 356 millimètres annuellement (contre 419 pour la Chiers), ce qui est un peu supérieur à la moyenne d'ensemble de la France, mais reste fort inférieur à la moyenne du bassin français de la Moselle (445 millimètres à Hauconcourt), ainsi que de la Meuse à Chooz, près de sa sortie du territoire français (450 millimètres). Le débit spécifique (ou Qsp) atteint 11,2 litres par seconde et par kilomètre carré de bassin.

## Qualité des eaux - Pêche
La Crusnes est classée comme cours d'eau de première catégorie sur la totalité de son parcours. C'est ce que l'on appelle une rivière à truites.
En 2006, l'Agence de l'Eau Rhin-Meuse attribuait à l'eau de la Crusnes, analysée au niveau du confluent avec la Chiers à Longuyon, la qualité de "bonne", qualification attribuée durant chacune des huit années précédentes (catégorie 1B). On constate en 2006, un peu trop d'ions ammonium ou NH4+ (0,12 milligramme par litre au lieu de 0,10 nécessaire pour être qualifiée de "très bonne"). Avec 88 % de saturation en oxygène, soit 8,9 milligrammes par litre, l'oxygénation est tout à fait satisfaisante.

## Patrimoine - Curiosités - Tourisme
- Errouville : Ancien ossuaire (inscrit Monument Historique). Aéro-club : vol à voile, parachutisme.

- Viaduc de Serrouville : viaduc ferroviaire construit par Gustave Eiffel.

- Mercy-le-Bas : Rives de la Crusne et de la Pienne. Église fortifiée avec tour du XVIIIe et chœur roman. Anciennes mines de fer.

- Bazailles : Ruines d'un château. Église fortifiée des XIIe et XIIIe siècles, avec Christ de Pitié du XVIe.

- Boismont : au confluent de la Crusne et de la Pienne. Anciens moulins à eau. Cascade sur tuffeau calcaire.

- Pierrepont : Église du XVIIIe. Deux cimetières militaires, l'un allié avec 2 ossuaires, l'autre allemand.

- Arrancy-sur-Crusnes : Château du XIIIe, remanié au XVIIIe siècle (inscrit Monument Historique). Restes d'un second château détruit en 1914-1918. Église du XIIe (inscrit Monument Historique), avec nef du XVIe, deux retables du XVe, Sainte-Anne et la Vierge du XVIe, etc. Beaux lavoirs du XIXe.

- Longuyon : Ville fleurie. Vestiges gallo-romains. Ancien haut-fourneau (inscrit Monument Historique). Église Sainte-Agathe du XIIIe avec tour du XIe. Musée de la Ligne Maginot. Forêt domaniale de Buré d'Orval. Pisciculture. Zone de loisirs de Profonde Fontaine avec animaux, étang, manèges. Nautisme, pêche, équitation, aéro-club, etc.